# I Know Why the Caged Bird Sings
I Know Why the Caged Bird Sings is een autobiografie uit 1969 over de jonge jaren van de Amerikaanse schrijfster en dichter Maya Angelou. Het is het eerste deel uit een serie van zeven, waarin wilskracht en passie voor literatuur als rode draad zijn te herleiden als tegenwicht tegen een achtergrond van racisme en trauma.
Het boek begint als de driejarige Maya en haar oudere broer naar Stamps, Arkansas, worden gestuurd om daar in te trekken bij hun grootmoeder, en eindigt als Maya op 16-jarige leeftijd moeder wordt. Door Caged Bird heen ontwikkelt Maya zich van slachtoffer van racisme met een minderwaardigheidscomplex tot een waardige jonge vrouw die in staat is om zichzelf te verweren tegen vooroordelen.
Angelou werd uitgedaagd door haar vriend, de auteur James Baldwin, en haar uitgever, Robert Loomis, om een autobiografie te schrijven die ook deel zou kunnen uitmaken van de literatuur. Recensenten zien Caged Bird vooral als autobiografische fictie omdat Angelou thematische ontwikkeling en andere technieken inzet die gebruikelijk zijn in fictie. Toch wordt het werk vooral gezien als autobiografie, ondanks dat Angelou dit genre lijkt te willen veranderen en verbreden. Het boek beslaat verschillende onderwerpen die vaak voorkomen in autobiografieën van Afro-Amerikaanse vrouwen in de jaren na de Afro-Amerikaanse burgerrechtenbeweging: een viering van zwart moederschap; een kritiek op racisme; het belang van familie; de zoektocht naar onafhankelijkheid; persoonlijke waardigheid; en zelfdefiniëring.
Angelou gebruikt haar autobiografie om onderwerpen te verkennen zoals identiteit, verkrachting, racisme en geletterdheid. Ze schrijft op een nieuwe manier over het leven van vrouwen in een door mannen gedomineerde samenleving. Maya, de jongere verschijning van Angelou en het hoofdpersonage van het boek, wordt ook wel genoemd als een voorbeeld waarmee ieder zwart meisje dat opgroeit in Amerika zich zou kunnen identificeren. De beschrijving van haar verkrachting op achtjarige leeftijd drukt een stempel op Angelous boek, al is deze passage kort. De metafoor van the Caged Bird (gekooide vogel) die strijdt om zijn kooi te ontvluchten is een centraal beeld door de gehele autobiografische reeks heen. De metafoor wordt wel gezien als symbool voor verzet tegen racistische onderdrukking. Angelous duiding van racisme geldt als overkoepelend thema van het boek. Literaire ontwikkeling en de kracht van woorden helpen de jonge Maya als overlevingsmechanisme in de wereld die haar teleurstelt; boeken worden haar toevlucht terwijl ze zich door haar trauma heen werkt.
Caged Bird werd in 1970 genomineerd voor een National Book Award en stond vervolgens twee jaar lang op de lijst van bestverkopende boeken van The New York Times. Het boek wordt gebruikt voor educatieve doeleinden van middelbare scholen tot universiteiten, en het boek wordt gezien als een vernieuwing in het schrijven van Amerikaanse memoires. Daarentegen hebben sommige scholen en bibliotheken besloten het boek niet in de collectie op te nemen omdat gevoelige onderwerpen zoals verkrachting bij kinderen, racisme en seksualiteit worden aangesneden.
Het boek werd vertaald in het Nederlands en in 1997 uitgegeven door uitgeverij De Geus onder de titel Ik weet waarom gekooide vogels zingen - de complete autobiografie in één band. (ISBN 9789052265049)